# 낸시 랑가트

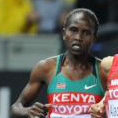

낸시 제벳 랑가트(Nancy Jebet Langat, 1981년 8월 22일 ~ )는 케냐의 중거리 육상 선수로 1500m 종목에 전문적이었으며, 2008년 베이징 올림픽에서 개인 전력 4분 00.23초와 함께 금메달을 획득하였다.
그녀는 2004년 아테네 올림픽과 2005년 세계 육상 선수권 대회에도 출전하였으나, 결승전 진출에 실패하였다. 그녀의 어린 시절에 랑가트는 주로 800m에 출전하였으며, 주니어 선수로서 성공을 거두었다.
베이징 올림픽에서 1500m를 우승하면서, 800m 우승자 파멜라 젤리모에 이어 케냐 여성 선수로서 두 번째 금메달리스트였다.
2009년 세계 육상 선수권 대회에서 랑가트는 과거의 준결승전들을 나아가지 않았으나, 세계 육상 결승전에서 우승과 함께 자신의 시즌을 끝냈다.
그녀는 나이로비 모이 공군 부대에 기지를 둔 케냐 공군에 입군되어 있다. 그녀의 아버지 조지프는 국제적 레벨의 장거리 육상 선수였다.
2010년에 랑가트는 1500m의 다이아몬드 리그를 우승하였다. 세계에서 최고의 선수들을 상대하는 데 자신의 경주들의 모두에서 무패적 선수가 되었다.
9월 5일에 열린 국제 아마추어 육상 연맹 주최의 컨티넨털 컵에 나오는 동안에 1500m의 완료선 근처에서 그녀와 힌드 데히바가 함께 있으면서, 랑가트가 데히바의 팔을 쥐어잡으면서 논쟁을 일으켰다. 데히바를 쓰러뜨리려는 시도에 랑가트는 넘어지고, 데히바가 우승을 차지하였다. 그 경주에서 2위를 할 수 있었던 랑가트는 8위에 오고 말았다.
그해에 "올해의 케냐 스포츠 여성" 상을 수상하였다.